# Пенев, Димитр (композитор)
Димитр Пенев (болг. Димитър Пенев; 1 апреля 1947 Сливен — 14 июля 2022) — болгарский композитор, музыкант, экономист.

## Биография
Родился 1 апреля 1947 года в деревне Тырговище близ Сливена.
В 1973 году окончил Болгарскую консерваторию по специальности «Тромбон» в классе профессора Г. Тодорова. С 1974 года работал звукорежиссёром на Болгарском национальном радио. Автор обработок народных песен и детских песен. Дирижёр ансамбля народной песни и танца Гоце Делчева в Софии. С забавной музыкой, которой он занимался в студенческие годы он играл в различных оркестрах и развлекательных заведениях. Музыкальный дебют состоялся в 1975 году — он написал песню «Рожен», первым исполнителем которой стал
Евгений Душанов. Его песни получили почётные дипломы за участие в фестивале в Нэшвилле, США: «Только птицы летят» («И только безмолвные сумерки») — исполнитель Т. Чавдарова (1980), «До завтра, обещай мне» — исполнитель Кичка Бодурова (1982). В 1980-х годах он создал несколько крупных шлягеров в исполнении дуэта Кристины Димитровой и Орлина Горанова — «Детски спомен» выиграла приз зрительских симпатий в 1987 году, а «Сегодня» объявлена «Мелодией года» в 1988 году. Основал студию «Стоп три плюс» и работает на ней. В 1998 году песня «Горчиво» получила Вторую премию на радиоконкурсе «Пролет» («Весна»), а в 2005 году той же премии удостоена песня «Ад и рай» в исполнении Орлина Горанова. Является автором 6 вокальных аранжировок, включённых в альбомы Кейт Буш «The sensual world» и «The red shoes». В 1990-х гг. продолжал попытки создания шлягеров на фольклорной основе и издавал целые альбомы в исполнении Румена Димитрова, Веселина Минчева и оркестра «Боляри». Его последний хит 2005 года «Осуждённый за счастье» дал название одному из альбомов Веселина Маринова.
Умер 14 июля 2022 года.

## Внемузыкальная деятельность
Помимо музыкального, имеет также экономическое образование. Выпускник Университета национального и мирового хозяйства.